# 雨…
「雨…」（あめ）は小柳ルミ子の27枚目のシングル。1978年11月25日にSMS Recordsから発売された。

## 概要
ワーナー・パイオニアからSMS Recordsへ移籍となって初めてのシングル。小柳はこの曲で同年の大晦日に放送された第29回NHK紅白歌合戦に出場した。
作詞・作曲を手掛けた中島みゆきは、1979年に発売されたアルバム『おかえりなさい』でセルフカバーをしている。

## 収録曲
1. 雨…（4分01秒）
作詞・作曲：中島みゆき／編曲：萩田光雄
2. 雪の花（3分58秒）
作詞：門谷憲二／作曲：西島三重子／編曲：若草恵